# 萊恩·瓦特金斯
萊恩·亞曼尼·瓦特金斯（1991年10月3日—）為美國男子籃球運動員，場上位置為中鋒。
2018-19賽季瓦特金斯效力於澳門黑熊， 出賽29場，場均可挹注21.8分、14.8籃板、1.3助攻、1.9抄截。2019年7月22日，瓦特金斯加盟莫諾吸血鬼。2020年1月初，瓦特金斯被莫諾吸血鬼釋出，場均數據為10.5分、10籃板。1月24日，寶島夢想家宣布由瓦特金斯取代喬丹·托爾伯特。2月底時瓦特金斯因為COVID-19疫情而離開臺灣。2021年7月1日，B3聯賽埼玉野馬宣布簽下瓦特金斯。2022年6月14日，埼玉野馬宣布與瓦特金斯完成續約。2023年5月30日，埼玉野馬宣布與瓦特金斯完成續約。2024年5月28日，埼玉野馬宣布與瓦特金斯完成續約。2025年4月24日，埼玉野馬宣布瓦特金斯進入自由球員名單。

## 外部連結
- 萊恩·瓦特金斯在fiba.basketball（英语）
- 萊恩·瓦特金斯在B聯賽官網（日语）
- 萊恩·瓦特金斯在Sports-Reference.com（NCAA）（英语）
- 萊恩·瓦特金斯在Eurobasket.com（球員）（英语）
- 萊恩·瓦特金斯在Proballers（英语）
- 萊恩·瓦特金斯在RealGM（英语）
- 萊恩·瓦特金斯在Flashscore（英语）